# Шоинский сельсовет
Шо́инский сельсовет — муниципальное образование в Заполярном районе Ненецкого автономного округа.
Административный центр — посёлок Шойна.

## География
Шоинский сельсовет находится на северо-западе Ненецкого округа, на побережье Баренцева моря, на полуострове Канин. Территория сельсовета относится к районам Крайнего Севера и характеризуется сложными природными условиями, суровым полярным климатом.

## Население
| 1999 | 2010 | 2011 | 2012 | 2013 | 2014 | 2015 | 2016 | 2017 |
| ---- | ---- | ---- | ---- | ---- | ---- | ---- | ---- | ---- |
| 453  | ↘363 | ↗373 | ↘372 | ↗385 | ↘362 | ↘333 | ↘322 | ↘317 |
| 2018 | 2019 | 2020 | 2021 | 2023 |      |      |      |      |
| ↘314 | →314 | ↗315 | ↗345 | ↗346 |      |      |      |      |

## Состав сельского поселения
| № | Населённый пункт | Тип населённого пункта       | Население |
| - | ---------------- | ---------------------------- | --------- |
| 1 | Кия              | деревня                      | ↘63       |
| 2 | Шойна            | село, административный центр | ↘300      |

### Упразднённые населённые пункты
Микулкин Нос — упразднённая в 1973 году деревня (также указывается статус посёлок).

## Экономика
Основное занятие населения — рыболовство.